# Corte Brolazzo
La Corte Brolazzo è una storica corte lombarda di Goito, in provincia di Mantova, situata alla periferia sud della città. È una delle numerose residenze di campagna appartenute ai Gonzaga di Mantova.
Fu edificata probabilmente nel XII secolo sino a contare nel XV secolo sei case, quattro edifici rustici, due depositi di fieno, un torrazzo a difesa degli edifici e una fontana. Venne restaurata nel 1700 da un Pierucci i quali ne erano i baroni.